# Keeping the Faith
Keeping the Faith es una película estadounidense de 2000, del género comedia romántica y drama, dirigida por Edward Norton, y protagonizada por Ben Stiller, Edward Norton, y Jenna Elfman en los roles principales.

## Sinopsis
El rabino Jacob Schram Suneo (Ben Stiller) y el sacerdote católico Brian Kilkenny Finn (Edward Norton) tienen una gran amistad desde su infancia, que la ciudad de Nueva York ha visto perdurar en el tiempo. Ambos son hombres solteros que trabajan sin muchos problemas en sus vidas. Un día reaparece en sus vidas Anna Riley (Jenna Elfman) una antigua amiga de la infancia que abandonó la ciudad, debido a la mudanza de sus padres, y que regresa a la La Gran Manzana, para trabajar como ejecutiva de una afamada multinacional. Anna trastocará la apacible vida de los dos hombres, provocando sentimientos pasionales y formando un triángulo amoroso muy complicado.

## Estrenos
| País                                                                          | Fecha de estreno                   |
| ----------------------------------------------------------------------------- | ---------------------------------- |
| Alemania                                                                      | Jueves 20 de julio de 2000         |
| Argentina                                                                     | Jueves 3 de agosto de 2000         |
| Australia                                                                     | Jueves 8 de junio de 2000          |
| Austria                                                                       | Viernes 21 de julio de 2000        |
| Bélgica                                                                       | Miércoles 20 de septiembre de 2000 |
| Belice · Costa Rica · El Salvador · Guatemala · Honduras · Nicaragua · Panamá | Viernes 14 de julio de 2000        |
| Bolivia                                                                       | Jueves 14 de septiembre de 2000    |
| Brasil                                                                        | Viernes 9 de junio de 2000         |
| Bulgaria                                                                      | Viernes 20 de octubre de 2000      |
| Chile                                                                         | Jueves 12 de octubre de 2000       |
| Colombia                                                                      | Viernes 8 de septiembre de 2000    |
| Corea del Sur                                                                 | Sábado 10 de junio de 2000         |
| Croacia                                                                       | Jueves 14 de septiembre de 2000    |
| Dinamarca                                                                     | Viernes 6 de octubre de 2000       |
| Ecuador                                                                       | Viernes 13 de octubre de 2000      |
| Egipto                                                                        | Miércoles 6 de septiembre de 2000  |
| Emiratos Árabes Unidos                                                        | Miércoles 19 de julio de 2000      |
| Eslovenia                                                                     | Jueves 9 de noviembre de 2000      |
| España                                                                        | Viernes 25 de agosto de 2000       |
| Estados Unidos · Canadá                                                       | Viernes 14 de abril de 2000        |
| Estonia                                                                       | Viernes 15 de septiembre de 2000   |
| Filipinas                                                                     | Miércoles 27 de septiembre de 2000 |
| Finlandia                                                                     | Viernes 26 de mayo de 2000         |
| Francia                                                                       | Miércoles 11 de octubre de 2000    |

| País                         | Fecha de estreno                  |
| ---------------------------- | --------------------------------- |
| Grecia                       | Viernes 8 de diciembre de 2000    |
| Hong Kong                    | Jueves 5 de octubre de 2000       |
| Hungría                      | Jueves 13 de julio de 2000        |
| India                        | Viernes 14 de julio de 2000       |
| Indonesia                    | Miércoles 25 de octubre de 2000   |
| Islandia                     | Viernes 4 de agosto de 2000       |
| Israel                       | Jueves 18 de mayo de 2000         |
| Italia                       | Viernes 22 de septiembre de 2000  |
| Japón                        | Sábado 20 de enero de 2001        |
| Letonia                      | Viernes 8 de septiembre de 2000   |
| Líbano                       | Jueves 20 de julio de 2000        |
| Lituania                     | Viernes 1 de septiembre de 2000   |
| Malasia                      | Jueves 7 de septiembre de 2000    |
| México                       | Viernes 8 de septiembre de 2000   |
| Noruega                      | Viernes 7 de julio de 2000        |
| Nueva Zelanda                | Jueves 20 de julio de 2000        |
| Países Bajos                 | Jueves 24 de agosto de 2000       |
| Perú                         | Jueves 10 de agosto de 2000       |
| Polonia                      | Viernes 25 de agosto de 2000      |
| Portugal                     | Viernes 4 de agosto de 2000       |
| Reino Unido Irlanda          | Viernes 8 de septiembre de 2000   |
| República Checa · Eslovaquia | Jueves 24 de agosto de 2000       |
| Rumania                      | Viernes 1 de septiembre de 2000   |
| Rusia                        | Jueves 10 de agosto de 2000       |
| Singapur                     | Jueves 27 de julio de 2000        |
| Sudáfrica                    | Viernes 15 de septiembre de 2000  |
| Suecia                       | Viernes 8 de septiembre de 2000   |
| Suiza                        | Jueves 24 de agosto de 2000       |
| Tailandia                    | Viernes 14 de julio de 2000       |
| Taiwán                       | Sábado 5 de agosto de 2000        |
| Turquía                      | Viernes 2 de febrero de 2001      |
| Uruguay                      | Viernes 11 de agosto de 2000      |
| Venezuela                    | Miércoles 6 de septiembre de 2000 |

## Curiosidades
- Miloš Forman hace un cameo.[1]
- La película está dedicada a la madre de Edward Norton.[1]
- Stuart Blumberg, productor y guionista de la película, es además Len en la película.[1]
- En los agradecimientos aparece "Salmita Bonita", una referencia a Salma Hayek, por entonces novia de Edward Norton.[2]